# Thelypodium paniculatum
Thelypodium paniculatum är en korsblommig växtart som beskrevs av Aven Nelson. Thelypodium paniculatum ingår i släktet Thelypodium och familjen korsblommiga växter. Inga underarter finns listade i Catalogue of Life.